# Lil Durk
Durk Derrick Banks (ur. 19 października 1992 w Chicago), zawodowo znany jako Lil Durk – amerykański raper, piosenkarz i autor tekstów. Jest członkiem oraz założycielem kolektywu i wytwórni płytowej Only the Family (OTF).

## Kariera
Durk zyskał popularność dzięki wydaniu serii mixtape'ów Signed to the Streets (2013–2014), która doprowadziła do podpisania przez niego kontraktu płytowego z Def Jam Recordings. Wytwórnia wydała jego debiutanckie albumy studyjne, Remember My Name (2015) i Lil Durk 2X (2016), Durk opuścił Def Jam w 2018 roku.
Po niezależnym wydaniu swojego mixtape'u Just Cause Y'all Waited w marcu 2018 roku, Durk podpisał w lipcu tegoż roku kontrakt z Alamo Records. W kwietniu 2020 roku Durk po raz pierwszy pojawił się jako główny artysta na liście Billboard Hot 100 z singlem „Viral Moment” z jego piątego albumu studyjnego Just Cause Y'all Waited 2 (2020). Komercyjny sukces Lil Durka był kontynuowany dzięki singlom takim jak „3 Headed Goat” (z udziałem Polo G i Lil Baby), „Backdoor” i „The Voice”; rozgłos dały mu też gościnne występy w singlu Drake'a z 2020 roku „ Laugh Now Cry Later ” i piosence Pooh Shiesty „Back in Blood”. W 2020 r. wydał album The Voice. Jego wspólny album z Lil Baby, The Voice of the Heroes (2021) - stał się jego pierwszym wydawnictwem, które zadebiutowało na szczycie listy Billboard 200. Jego album 7220 z 2022 roku stał się jego drugim z rzędu numerem jeden na liście przebojów w USA.

## Dyskografia

### Albumy studyjne
- Remember My Name (2015)
- Lil Durk 2X (2016)
- Signed to the Streets 3 (2018)
- Love Songs 4 the Streets 2 (2019)
- Just Cause Y'all Waited 2 (2020)
- The Voice (2020)
- 7220 (2022)

### Albumy we współpracy
- The Voice of the Heroes (wraz z Lil Baby) (2021)

## Nagrody i nominacje
| Nagroda | Rok  | Kategoria                    | Praca                                | Wynik     | Źródło |
| ------- | ---- | ---------------------------- | ------------------------------------ | --------- | ------ |
| Grammy  | 2020 | Best Melodic Rap Performance | "Laugh Now Cry Later" (wraz z Drake) | Nominacja | [ 9 ]  |
| Grammy  | 2020 | Best Rap Song                | "Laugh Now Cry Later" (wraz z Drake) | Nominacja | [ 9 ]  |
| Grammy  | 2022 | Album roku                   | Donda (jako wykonawca gościnny)      | Nominacja | [ 10 ] |

| Nagroda      | Rok  | Kategoria                    | Praca                                | Wynik     | Źródło |
| ------------ | ---- | ---------------------------- | ------------------------------------ | --------- | ------ |
| NAACP Awards | 2021 | Outstanding Hip Hop/Rap Song | "Laugh Now Cry Later" (wraz z Drake) | Nominacja | [ 11 ] |